# Austrian International 1995
Die Austrian International 1995 fanden vom 21. bis zum 23. April 1995 in Linz statt. Es war die 25. Austragung dieser offenen internationalen Meisterschaften von Österreich im Badminton.

## Ergebnisse
Quelle:
| Disziplin    | Gold                           | Silber                             | Bronze                               |
| ------------ | ------------------------------ | ---------------------------------- | ------------------------------------ |
| Herreneinzel | Henrik Bengtsson               | Jesper Olsson                      | Pedro Vanneste                       |
| Herreneinzel | Henrik Bengtsson               | Jesper Olsson                      | Thomas Søgaard                       |
| Dameneinzel  | Shyu Yu-ling                   | Irina Yakusheva                    | Nicole Grether                       |
| Dameneinzel  | Shyu Yu-ling                   | Irina Yakusheva                    | Katarzyna Krasowska                  |
| Herrendoppel | Allan Borch Janek Roos         | Marek Bujak Niels Christian Kaldau | Heimo Götschl Jürgen Koch            |
| Herrendoppel | Allan Borch Janek Roos         | Marek Bujak Niels Christian Kaldau | Peter Blackburn Paul Staight         |
| Damendoppel  | Chen Li-chin Tsai Hui-min      | Nicole Grether Katrin Schmidt      | Jaw Hua-ching Shyu Yu-ling           |
| Damendoppel  | Chen Li-chin Tsai Hui-min      | Nicole Grether Katrin Schmidt      | Nadezhda Chervyakova Irina Yakusheva |
| Mixed        | Katrin Schmidt Björn Siegemund | Janek Roos Mette Schjoldager       | Sabine Ploner Jürgen Koch            |
| Mixed        | Katrin Schmidt Björn Siegemund | Janek Roos Mette Schjoldager       | Stephan Kuhl Viola Rathgeber         |

## Finalergebnisse
| Disziplin    | Sieger                         | Finalist                           | Ergebnis         |
| ------------ | ------------------------------ | ---------------------------------- | ---------------- |
| Herreneinzel | Henrik Bengtsson               | Jesper Olsson                      | 15-10 15-6       |
| Dameneinzel  | Shyu Yu-ling                   | Irina Yakusheva                    | 12-10 12-10      |
| Herrendoppel | Janek Roos Allan Borch         | Marek Bujak Niels Christian Kaldau | 15-10 15-9       |
| Damendoppel  | Chen Li-chin Tsai Hui-min      | Nicole Grether Katrin Schmidt      | 15-6 15-12       |
| Mixed        | Björn Siegemund Katrin Schmidt | Janek Roos Mette Schjoldager       | 15-7 11-15 15-10 |